# Clori (sposa di Neleo)
Clori (in greco antico Χλωρίς) od anche citata come Cloride è un personaggio della mitologia greca, figlia di Anfione re di Orcomeno a sua volta figlio di Iaso.

## Mitologia
Clori fu sposa di Neleo, re di Pilo in Messenia, e madre di figli maschi come  Nestore, Alastore, Cromio e Periclimeno e di una femmina (Però). 
Periclimeno, prediletto da Poseidone (e stando ad alcuni scritti era lui il padre) ebbe dal dio il dono divino di potersi trasformare in qualsiasi animale. 
Altri suoi figli furono Ipsenore, Asterio, Pilaone, Deimaco, Euribeo, Epilao, Frasio, Eurimene, Evagora e Tauro.  
La maternità di questi ultimi è comunque discussa da alcuni mentre invece dagli scritti di Diodoro Siculo ed Igino la maternità viene riconosciuta a lei.
Si dice che Ulisse la incontrò nel suo viaggio nell'Ade e Pausania descrive un dipinto di Polignoto di Taso dove viene raffigurata assieme ad altre donne ed appoggiata alle ginocchia dell'amico Thyia.